# Ernestine de Saxa-Weimar
Prințesa Ernestine de Saxa-Weimar-Eisenach (Ernestine Auguste Sophie; 4 ianuarie 1740, Weimar – 10 iunie 1786, Hildburghausen) a fost o prințesă de Saxa-Weimar-Eisenach și prin căsătorie Ducesă de Saxa-Hildburghausen.

## Biografie
Ernestine Auguste Sophie a fost fiica Ducelui Ernest August I de Saxa-Weimar-Eisenach și a ceei de-a doua soții, Prințesa Sophie Charlotte, fiica lui Georg Friedrich Karl de Brandenburg-Bayreuth.
La 1 iulie 1758, ea s-a căsătorit la Bayreuth cu Ernest Frederic al III-lea, Duce de Saxa-Hildburghausen (1727–1780). Căsătoria a fost aranjată la ordinul mătușii sale, regina Sofia Magdalena a Danemarcei, care fusese soacra mirelui în căsătoria anterioară. Ernest Frederic era puternic îndatorat, iar zestrea Ernestinei a fost semnificativă.
După moartea soțului ei în 1780 ea s-a retras complet. A trăit în așa numita casă Fischbergsche în Hildburghausen și s-a ocupat în principal de muzică. Prințul Joseph de Saxa-Hildburghausen a exercitat tutela asupra fiului ei Frederic, care era încă minor.

### Copii
Ernestine a fost a treia soție a Ducelui Ernest. Ei au avut trei copii:
- Ernestine Frederike Sophie (n. 22 februarie 1760, Hildburghausen – d. 28 octombrie 1776, Coburg), căsătorită la 6 martie 1776 cu Franz Frederick Anton, Duce de Saxa-Coburg-Saalfeld.
- Christine Sophie Caroline (n. 4 decembrie 1761, Hildburghausen – d. 10 ianuarie 1790, Öhringen), căsătorită la 13 martie 1778 cu unchiul ei Eugen de Saxa-Hildeburghausen.
- Frederic, Duce de Saxa-Hildburghausen (n. 29 aprilie 1763, Hildburghausen – d. 29 septembrie 1834, Altenburg).

1. ↑  Find a Grave, accesat în 28 noiembrie 2024